# アマチュア無線の歴史
本稿では、アマチュア無線の歴史について記載する。

## 概要
アマチュア無線は金銭上の利益のためではなく、無線技術に対する個人的な興味により行う、自己訓練や技術的研究のための無線通信であると定義されており、趣味の一つであるが、アマチュア無線家の行ってきた研究は新しい産業を創設し、経済を築き、国家を強化し、緊急事態には命を救ったりと科学、工学、産業、社会福祉に多大な貢献をしてきた。

## 創始
1888年にハインリヒ・ヘルツにより電波の存在が証明され、1890年代にグリエルモ・マルコーニによってそれが通信に応用された後に、アマチュア無線は誕生した。19世紀後半には、アマチュアの「有線」電信士が独自に電信線を相互接続して電信システムを構築していた。マルコーニの無線電信の成功に続いて、彼らの多くがこの新しい無線電信を試し始めた。
電波の商業利用や軍事利用は、それぞれの国の電信に関する諸法令のもとで始まった。はやくも1903年には国際調整が必要となり、8箇国の電波主管庁の代表がベルリンに集まり、無線電信予備会議（Preliminary Conference on Wireless Telegraphy）を開いている。先進国の中で唯一アメリカは法による電波監理を行わず、無線実験や商用利用を国民の自由に任せていた。これこそがアマチュア無線を生み出す素地となった。
アメリカでは1905年より一般大衆に向けて、コヒーラ検波器を利用した送信機と受信機の入門セット「テリムコ」が開発され、サイエンティフィック・アメリカンなどの雑誌に広告を出す通信販売方式によりヒット商品となった。当初は自己の送信機と受信機の間で到達距離を試す程度だったが、1907年頃には学生達によって相互通信する楽しみが見出され、交信するアマチュア無線が誕生した。1908年にはコロンビア大学の学生がコロンビア大学無線電信クラブ（現在のコロンビア大学アマチュア無線クラブ）を結成した。 これは、記録に残る初のアマチュア無線クラブである。1910年、オーストラリアで"Amateurs of Australia"（現在のオーストラリア無線協会）が設立された。
学生を中心にアマチュア局が急増し、かつ低い周波数を使い出したため、商業局や軍事局への混信妨害が社会問題となった。アマチュア無線家の中には、テリムコを始め広帯域に電波を輻射する火花送信機を使用している者も多く、これが特に問題となった。アメリカは1912年にようやく1912年の電波法と無線通信施行規則を施行できた。そしてアマチュア局には1500kHzより低い（波長200mを超える）電波を許可しないことにした。1500kHz以上の希望する単一波を申請し、その許可を受けなければならないが、低い周波数ほど遠くへ届くと考え、最下端の1500kHzの一波に免許が集中した。短波は当時は一般的に役に立たないと考えられており、これによりアメリカ合衆国のアマチュア無線家の数は88%減少したと推定されている。他の国々もこれに追随した。1912年の電波法では、アメリカ合衆国内のアマチュア無線従事者とアマチュア無線局に対し国が免許を発行する制度も始まった。アマチュア無線家を示す「ハム」という用語の語源は諸説あるが、プロの無線従事者からの嘲りであったとされる。

## 第一次世界大戦
第一次世界大戦勃発に伴い、アメリカ合衆国議会は国内全てのアマチュア無線家に対し、1917年までに運用を中止し機器を解体するように命じた。アメリカ以外の国々も同様にアマチュア無線の制限を行った。この制限は第一次世界大戦終結後に解除され、アメリカでは1919年10月1日より再開され1500kHzに活気が戻った。

## 戦間期

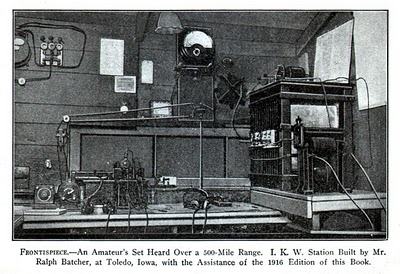
初期の自作の無線送信機

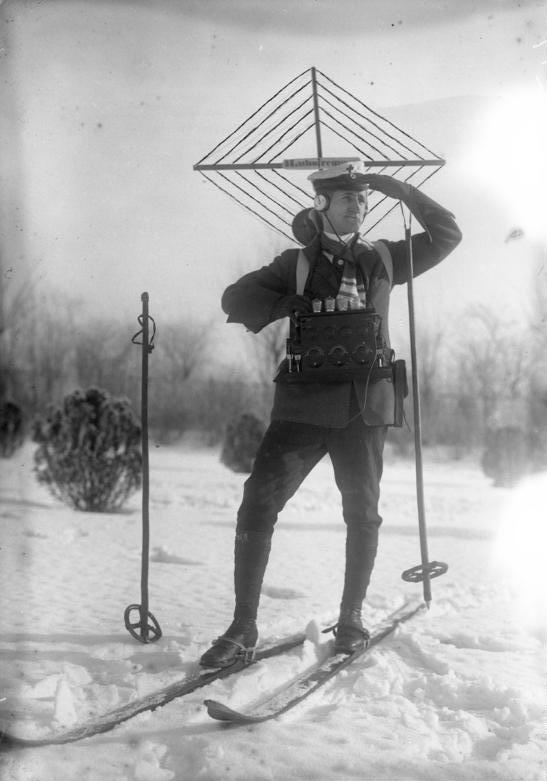
スキーをしながら運用するドイツのアマチュア無線家（1924年）

1921年、アメリカ合衆国のアマチュア無線家イギリスのアマチュア無線家の通信の傍受に挑戦した。1922年12月、多くのアメリカのアマチュア無線家がイギリスのアマチュア無線の通信を聞くようになり、間もなく、イギリスでもアメリカの通信が聞かれるようになった。
1923年6月28日に商務省は1.5-2.0MHzをアマチュア無線用に分配した。世界初のアマチュアバンドである。この改正で短波は使えなくなったが、短波を使う特別免許を得て、1923年11月27日、アメリカのアマチュア無線家フレッド・シュネル(Fred Schnell)とフランスのアマチュア無線家レオン・デロイ(Léon Deloy)の間で、最初の大西洋横断双方向通信に成功した。同年12月には、イギリスとアメリカの間でも双方向通信が行われた。その後数ヶ月の間に、17人のアメリカのアマチュア無線家と13人のヨーロッパのアマチュア無線家が通信した。翌年には、南北アメリカ間、南アメリカとニュージーランド、北米とニュージーランド、ロンドンとニュージーランドの間でも通信が行われた。
それまで低い周波数ほど有効との思いからアマチュアバンドの下端1.5MHzから下へオフバンドする者が後を絶たなかったが、これを境に上端2MHzから上へのオフバンドが多発するようになった。1924年5月1日、取り締まりに手を焼いた商務省はアマチュア無線団体ARRLへ警告書を送り、それが機関誌QSTに掲載された。1924年7月24日に商務省は4つの短波バンドを開放し、1925年1月5日にはさらに帯域を拡大させた。
短波を使うことで他国のアマチュア局との交信が可能となった1925年には、国際アマチュア無線連合(IARU)が結成された。
アマチュア無線の国際的な通信の成功を受けて、1927 - 28年にワシントンD.C.で開催された第3回国際無線電信会議ではアマチュア局を国際的に認めるかについても話し合われた。その結果アマチュア局として独立した定義は見送られ、私設実験局に包含されるものとなったが、主催国アメリカの後押しもあり、80m帯（3.5MHz帯）、40m帯（7MHz帯、7.0-7.3MHz）、20m帯（14MHz帯）、10m帯（28MHz帯）の国際的なアマチュア無線用の周波数帯と、コールサインの命名規則が条約によって定められた。なお棚上げにされたアマチュア無線の諸問題は、1929年の第一回国際無線通信諮問委員会CCIRにおいて協議され「アマチュア局の許可規定に関する国際特別協定」が結ばれている。
これを受けて1932年の第四回国際無線電信会議において国際電気通信条約 附属一般無線通信規則の第一条（定義）に独立した無線局としてAmateur Station（アマチュア局）が盛り込まれた。1934年（昭和9年）1月1日、この無線通信規則が発効し、国際ルール上においてアマチュア局が明文化された。
1933年、Robert Moore(W6DEI)は、3.5MHz帯で振幅変調における片側波帯による音声通信(SSB)の実験を始めた。1934年までに、いくつかのアマチュア無線局がSSBによる通信を開始した。

## 日本の初期
日本では1915年（大正4年）11月1日に施行された無線電信法第2条第5号により、個人や法人が無線電信または無線電話の実験を目的とする無線施設を逓信大臣の許可を受けて開設できることになった。もし大臣の許可を受けずに実験した場合の罰則規定は逆に強化されている。法的には個人による無線実験の道が拓かれたが、当初許可されたのは無線機器メーカーや大学・専門学校による学術研究や機器に関する実験のための私設無線電信のみであった。
個人による無線科学の学術研究や機器に関する実験のための施設、いわゆるアマチュア無線が法的に最初に許可されたのは1922年（大正11年）である。2月に濱地常康（東京一番・二番）、次いで8月には本堂平四郎（東京五番・六番）に私設無線電話施設が許可された。また、翌1923年（大正12年）4月には安藤博に私設無線電信無線電話施設（JFWA、東京九番）が許可された。さらに同年11月には安藤博に第2装置の増設（JFPA、東京十九番）が認められた。大正年間に許可されたのはこれら3施設のみであった。
1920年代前半、アマチュアでも真空管が入手できるようになると、中波で無線電話を実験するアンカバー局（無免許の無線局）が急増した。1925年（大正14年）になると東京、大阪、神戸などに、短波の無線電信を使うあらたなアンカバー局のグループが生まれ、1926年（大正15年）6月には37人の盟員によって日本素人無線聯盟（JARL、現・日本アマチュア無線連盟）が設立された。
1926年10月、安藤博の第2装置 JFPAに対して波長38m（7.89MHz）と波長80m（3.75MHz）の追加が認められた。これが個人に対するはじめての短波長の許可である。翌1927年（昭和2年）になると、短波長が割り当てられた無線局が次々に誕生した。4月には楠本哲秀（JLZB）と有坂磐雄（JLYB、有坂磐雄）、5月には國米藤吉（JMPB）、9月には草間貫吉（JXAX、草間貫吉）に私設無線電信無線電話施設が許可された。
1930年（昭和5年）にはすでに逓信省によって「アマチュア無線」という語が使用されていたが、無線電信法第2条第5号により許可された施設に対する正式な名称はまだなかった。しかし1934年（昭和9年）1月に施行された私設無線電信無線電話規則の第3条で、無線電信法第2条第5号により施設する私設無線電信無線電話に対して「実験用私設無線電信無線電話」の語が正式に与えられた（「私設無線電信無線電話実験局」という語は戦後に広まった通称）。ただし、これには無線機器メーカーの機器実験施設なども含まれていた。
個人が開設する実験用私設無線電信無線電話の施設は、1941年（昭和16年）12月時点で331局になっていたが、同年12月8日の太平洋戦争開戦に伴い、同日をもって、電波の発射は禁止された。

## 第二次世界大戦
第一次世界大戦中と同様、第二次世界大戦中にもアメリカ合衆国議会はアマチュア無線の全ての活動を中断させた。その時点でアメリカのアマチュア無線家の大半が軍隊に所属していたため、アメリカ政府は戦争緊急無線業務(War emergency radio service)を創設し、1945年まで活動を続けていた。戦後、アマチュア無線業務が解禁されると、多くのアマチュア無線家がAN/ARC-5などの余剰の軍用無線機をアマチュア無線用に改造して使用した。
カトリック司祭マキシミリアノ・コルベ(SP3RN)は彼のアマチュア無線家としての活動がスパイ活動に関わっているとしてドイツによって逮捕され、1941年5月28日にアウシュヴィッツに移送された。1941年、コルベは処刑の対象となった男性の身代わりとなることを志願し、8月14日に死亡した。彼がアマチュア無線家でもあったことから、アマチュア無線の守護聖人とみなされている。

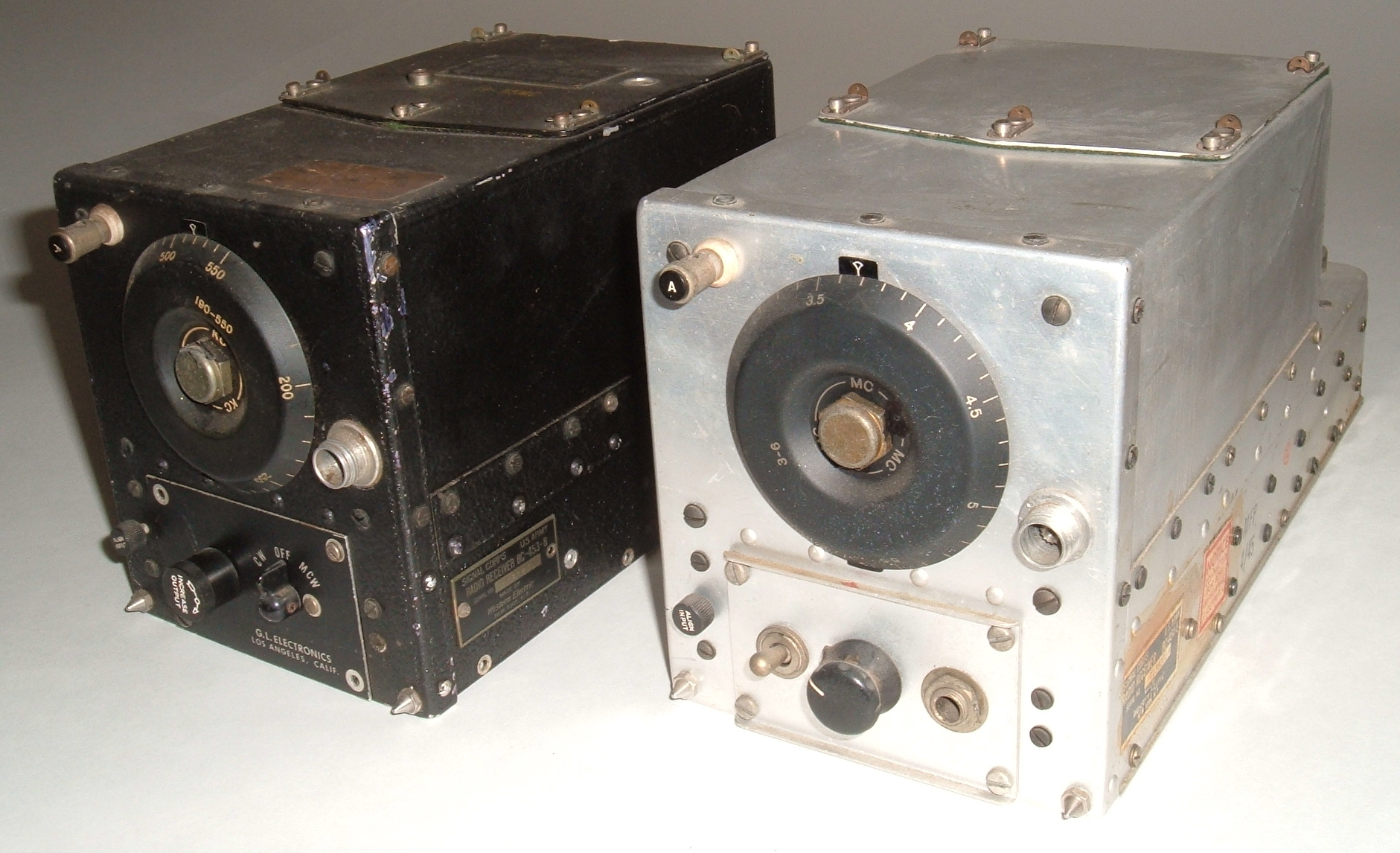
ARC-5シリーズの2つの無線機。左側の無線機はBC-453-Bで、190 - 530 kHzをカバーしている。右側のものは3 - 6 MHzをカバーするBC-454-Eである。どちらもアマチュア無線用に改造されており、フロントコネクタを小型のコントロールパネルに交換している。

## 第二次世界大戦後

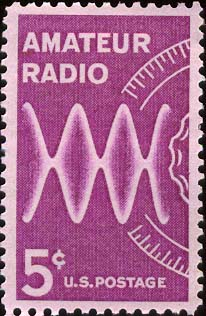
アマチュア無線を記念した、1964年の米国の切手

1950年代、アマチュア無線家は短波音声通信におけるSSBの使用を開拓した。1961年には最初のアマチュア無線衛星、オスカー1号が打ち上げられた。
1950年代後半の国際地球観測年では、アマチュア無線が南極大陸に駐留する米海軍の職員と家族とが連絡を取り合うのを手助けした。

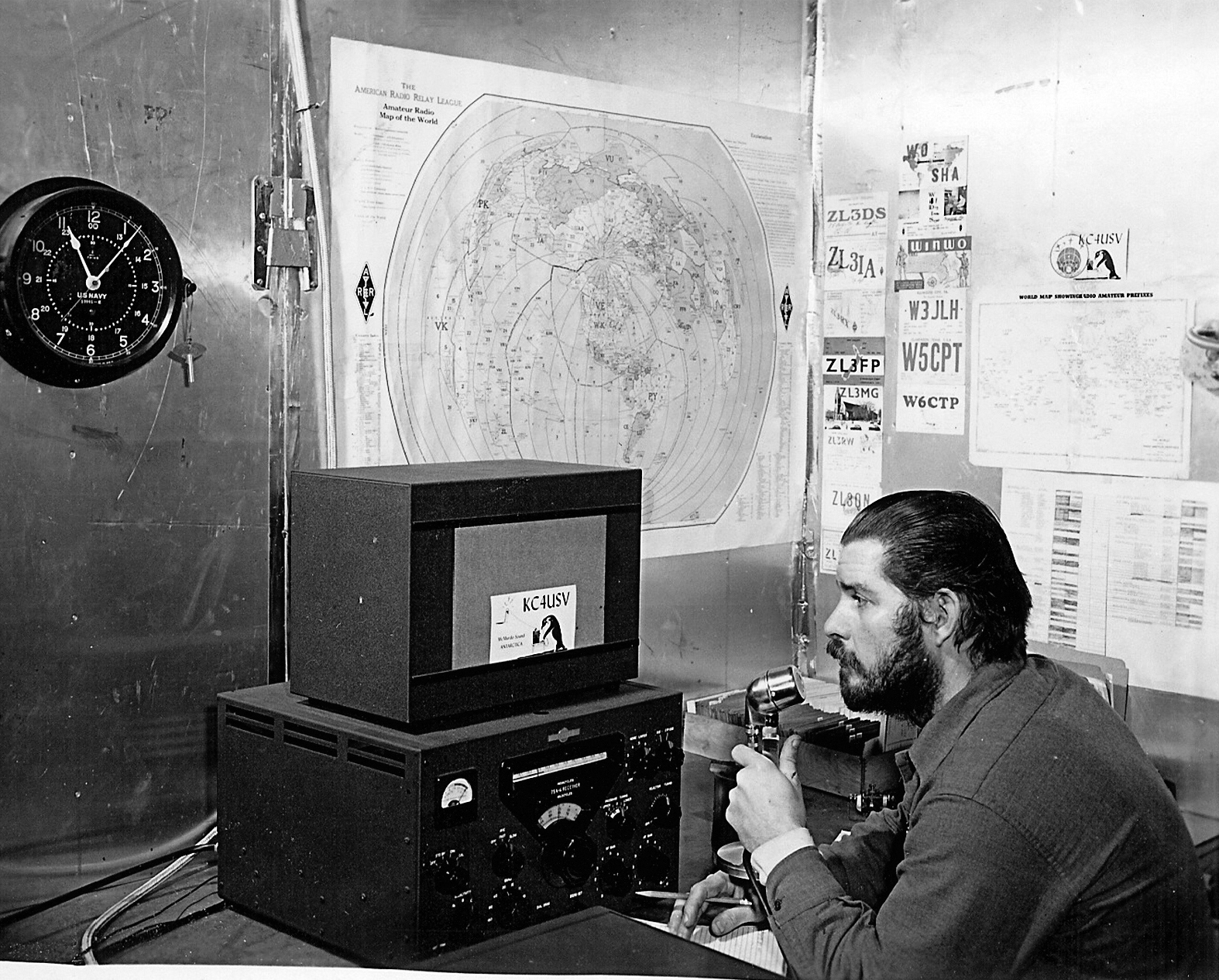
1956年の冬、米海軍の最高責任者であるAdrey GarretがWilliams Air Operating Facilityでアマチュア無線を使用している様子。衛星電話が一般的になる以前、南極で勤務する海軍職員にとって、アマチュア無線は、米国に戻った友人や家族との唯一の音声通信手段だった。

### 第二次世界大戦後の日本
太平洋戦争に敗戦すると、すぐに日本におけるアマチュア無線の再開運動が始められた。しかし日本の電波の全ては、占領軍の管理下に置かれ、アマチュア業務用の周波数は、占領軍およびその関係者のアマチュア業務用として占有された。
1950年（昭和25年）施行の電波法で「アマチュア局」という名称や資格制度、国家試験の内容も定められたが、GHQは、日本語で行われる通信内容の検閲が困難、米ソ対立、朝鮮戦争といった理由より再開を認めなかった。日本のアマチュア無線はサンフランシスコ平和条約が発効し、国際法上、連合国との戦争状態が終結し、主権を回復した1952年（昭和27年）に再開された。
日本では、1958年（昭和33年）11月に電信級・電話級の初級資格が創設された。1966年（昭和41年）にはその養成課程講習会制度が導入され、修了試験に合格すれば資格が与えられるようになった。こうして入門のハードルが低くなったためにアマチュア無線家の爆発的な増加をもたらした。その後、高度経済成長と、科学技術に対する国民の高い関心を背景として、1970年代半ばには米国を抜いて、世界一のアマチュア無線人口を擁するに至った。
一方で1967年（昭和40年）には、電信級・電話級の試験を民間（日本アマチュア無線連盟）が行うようになった後、替え玉受験などの不正や暴力団の介入などの不正問題が深刻化。1976年（昭和51年）には郵政省が日本アマチュア無線連盟対して書面で注意することがあった。

## 20世紀後半
スイス・ジュネーブで開かれた1979年の世界無線通信主管庁会議(WARC-79)では、30m帯（10MHz帯）、17m帯（18MHz帯）、12m帯（24MHz帯）の3つの新しいアマチュア無線用周波数帯が割り当てられた。今日では、これら3つの周波数帯は「WARCバンド」と呼ばれている。
自動メッセージシステムやパケット無線の分野における通信への大きな貢献は、1980年代にアマチュア無線家によってなされたものである。これらのコンピューター制御システムは、災害時や災害後に通信を配信するために初めて使用された。アマチュア無線家がPCとサウンドカードを使ってPSK31などのデジタル変調方式を導入し、デジタル信号処理とソフトウェア無線を活動に取り入れ始めたことで、1990年代にデジタル通信のさらなる進歩がもたらされた。
また、2001年9月11日のアメリカ同時多発テロや2005年のハリケーン・カトリーナ、2008年の四川大地震、2011年の東日本大震災などの災害における救援活動ではアマチュア無線家による非常通信が活躍した。

## 現在
かつてはアマチュア無線が、科学技術に従事する人材の継続的育成に大きな役割を果たし、電気・情報分野の第一線には、現役（あるいは元）アマチュア無線家が多かった。また電気や無線関連の会社はアマチュア無線クラブを擁していることが多かった。しかし近年、アマチュア無線を趣味とする新入社員がいなくなる一方で、アマチュア無線を趣味とするベテラン社員が続々と定年を迎えており、社団局の維持が困難なケースもある。
米国では、公共サービスとして地域パレードでの通信を担うなど、国際法でのアマチュア無線の定義の範囲を超える運用（臨時に・無償で公衆網を接続し有線通信の無線中継局とするなど）を国内法で認めている。
長年、アマチュア無線家は、30MHz以下の周波数を使用するために、モールス符号の習得を証明することが国際的な合意によって要求されていた。2003年、世界無線通信会議(WRC)がスイス・ジュネーブで開催され、国際電気通信連合の加盟国が、アマチュア無線家に対するモールス信号の試験を廃止することを許可すると決定した。
2006年12月15日、米国連邦通信委員会(FCC)は、アメリカのアマチュア無線従事者免許申請者に課せられるモールス符号の試験要件を廃止する命令を出し、2007年2月23日に発効した。日本でも2011年よりアマチュア無線技士試験における電気通信術の実技試験が廃止された。モールス符号の試験要件の緩和は他の多くの国でも行われている。
アマチュア無線家がモールス符号を習得することはもはや必須ではなくなっているが、混信に強く少電力でも効率的な運用ができることなどから根強い人気を誇っている。
CEPTに加盟しているヨーロッパの大部分では、他国で認可を受けたアマチュア無線局が自国内において特別な許可を得ることなく電波を送信することを認めている。この他にも各国同士でアマチュア無線の相互運用に関する協定を結んだり、他国資格を認めるなどしている。

### 日本の現状
- 最盛期には約135万局あったアマチュア局が、1995年（平成7年）を境に減少に転じた。2017年（平成29年）では約43万局である[74]。
- 2013年（平成25年）に局数減にブレーキが掛かり、しばらく43万6千局前後の踊り場に滞留していた。しかし2016年（平成28年）頃より再び減少傾向が見え始めている。

### 世界の現状
- アメリカ合衆国のアマチュア局数は、1990年頃から一時、漸減傾向となり、1994年には約65万局となっていたが、その後再び漸増傾向に転じ、2009年現在、約69万局と過去最高数になっている。またアメリカ合衆国では、2005年以降、10代を中心とした若年アマチュア無線家の増加がはっきりしてきていることなどから、ARRLでは2011年現在、「静かなブームになっている。」と分析している。
- またヨーロッパ各国の状況も、横ばいか漸増傾向にある[75][76]。

## 新型コロナウイルス
愛好家の団体である日本アマチュア連盟(JARL)の2020年度の会員数が27年ぶりに増加した。新型コロナウイルスの感染拡大の影響で、室内でできる趣味として見直された。